# Pohlia nutanti-polymorpha
Pohlia nutanti-polymorpha là một loài Rêu trong họ Bryaceae. Loài này được (Müll. Hal.) Broth. miêu tả khoa học đầu tiên năm 1903.